# Chorzów
Chorzów (pronunție în poloneză [ˈxoʒuf] ⓘ; denumit în trecut Królewska Huta, germană Königshütte) este un municipiu în voievodatul Silezia, Polonia. Are o populație de 114 686 locuitori și 33,5 km² de suprafață.

## Personalități născute aici
- August Froehlich (1891 - 1942), preot catolic, opozant al regimului nazist, exterminat la Dachau;
- Kurt Alder (1902 - 1958), laureat Nobel pentru chimie;
- Franz Waxman (1906 - 1967), compozitor germano-american;
- Gerard Cieślik⁠(d) (1927 - 2013), fotbalist;
- Halina Górecka⁠(d) (n. 1938 ), atletă;
- Eugeniusz Faber⁠(d) (1939 - 2021), fotbalist;
- Antoni Piechniczek⁠(d) (n. 1942), fotbalist, om politic;
- Hanna Schygulla (n. 1943), actriță;
- Olgierd Łukaszewicz (n. 1946), actor;
- Henryk Wieczorek⁠(d) (n. 1949), fotbalist;
- Leszek Engelking (1955 - 2022), scriitor, profesor universitar;
- Marek Czarnecki (n. 1959), om politic;
- Adam Taubitz (n. 1967), muzician german;
- Wojciech Kuczok (n. 1972), scriitor, scenarist;
- Monika Hojnisz-Staręga⁠(d) (n. 1991), biatlonistă.